# Begone Dull Care
Begone Dull Care è un cortometraggio animato del 1949 diretto da Evelyn Lambart e Norman McLaren.
Realizzato con la tecnica del disegno su pellicola (o camera-less animation), disegnando direttamente su vari tipi di pellicola senza l'uso di una macchina da ripresa, il film propone una rappresentazione visiva di brani eseguiti dal pianista jazz canadese Oscar Peterson.
Il film si apre con i titoli di testa scritti in sette lingue diverse, tra cui l'italiano (con il titolo Capriccio a Colori).
Nel 2015 ne è stato realizzato un remake da Paul Johnson con la tecnica digitale pixel art.
I canadesi Junior Boys hanno intitolato Begone Dull Care il loro terzo album uscito nel 2009 in omaggio a questo film, affermando anche come il regista Norman McLaren abbia esercitato una grande influenza sulla sua realizzazione.

## Produzione
Durante la lavorazione, Norman McLaren ed Evelyn Lambart appesero parte della pellicola alle finestre del loro studio di Montréal per farla asciugare. Come risultato, questa assorbì le particelle presenti nell'aria a causa dello smog ed Evelyn Lambart suggerì di proiettarla per controllare cosa fosse realmente successo. I due registi decisero infine di usare questa "pellicola sporca" in alcune parti del lavoro finito.

## Distribuzione
Dopo la presentazione al Festival di Berlino del 1951, in anni recenti il film è stato proiettato in altre manifestazioni internazionali:
- Festival internazionale del cinema di Karlovy Vary - luglio 1999
- Locarno Festival - 9 agosto 2003
- Festival di Cannes - maggio 2006
- Toronto International Film Festival - 8 settembre 2006
- Festival internazionale del cinema di Atene - settembre 2007

## Riconoscimenti
Nel 1950 il film si aggiudicò il premio speciale ai Canadian Film Awards e l'anno successivo ottenne la Targa d'argento come miglior film culturale al Festival di Berlino.